# Vi generós
Un vi generós (Likörwein en alemany, fortified wine en anglès i vino fortificado en castellà) és un vi especial de molt alta graduació, entre 14 i 23°. Es pot obtenir de dues formes bàsiques:
- Per addició d'alcohol al most abans de la fermentació.
- Per aturada de la fermentació amb l'addició d'alcohol, obtenint un vi mut.

L'addició d'alcohol pot ser amb alcohol etílic o amb alcohol vínic provenint d'altres vins o de brandi. Amb un envelliment prolongat s'obté un vi generós sec, i per aturada fermentativa es retenen els sucres residuals i s'obté un vi generós dolç.
Diferents tipus de vins generosos són:
- Vi licorós, vi de licor o vi reforçat: és un vi generós dolç amb un contingut de sucres superior a 50 g/l.
- Vi licorós generós: és un vi generós dolç amb un contingut de sucres superior a 100 g/l.
- Vi de licor sec: és un vi generós sec que amb un envelliment prolongat presenta una aroma característica.

Els vins generosos es mantenen bé gràcies al contingut d'alcohol, i de sucre en el cas dels generosos dolços. Fins i tot són estables un cop oberta l'ampolla. Per aquest motiu va ser un tipus de vi adequat per a l'exportació, destacant històricament els vins exportats des de Porto i Madeira cap al Regne Unit, i des dels ports catalans cap a Amèrica.

## Vins generosos nostrats
Els vins generosos tradicionals a les àrees de parla catalana són:
- La malvasia de Sitges
- El vi ranci és un vi sec, blanc o negre, envellit amb oxidació.
- El fondellol és un vi ranci de raïm monestrell tradicional d'Alacant. Es fa sense afegir alcohol.
- La mistela és un vi dolç, blanc o negre, elaborat a partir de vi most semifermentat.
- El vi dolç natural és elaborat a partir de raïm sobremadurat amb alt contingut en sucre natural, com ara el vi de Banyuls, el de Maurí, el d'Alacant, d'Alella, de Conca de Barberà, el vi de missa, etc.
- El vi de garnatxa és un vi mut negre elaborat amb raïm sobremadurat de garnatxa, i inclou productes com ara la garnatxa de l'Empordà.
- El vi de moscatell, o moscat, és un vi mut blanc elaborat amb raïm sobremadurat de les varietats moscatell d'Alexandria o moscatell de gra petit. Inclou productes com ara el moscatell de l'Empordà, el moscat de Ribesaltes o altres diversos moscatells dels Països Catalans.
- El vi dolç de raïm sobremadurat és un vi dolç natural no mut, sense augment artificial del grau alcohòlic natural.
- El vimblanc és un vi dolç de raïm pansal sobremadurat.

## Vins generosos de renom mundials
A més, tenen renom els vins de Xerès, Porto i Madeira.